# Mike Barker
Mike Barker (nascido em 7 de junho de 1968 em Los Angeles, Califórnia, Estados Unidos), co-criou o programa de televisão American Dad!, juntamente com Seth MacFarlane e Matt Weitzman. Antes de trabalhar nesse programa, ele foi roteirista e produtor de Family Guy e sempre recebeu crédito ao lado parceiro roteirista, Matt Weitzman.
Mike também é conhecido por seu talento como dublador. Ele dublou personagens adicionais durante o seu tempo em Family Guy e outros personagens em American Dad!.